# Église Saint-Nicolas de Densuș

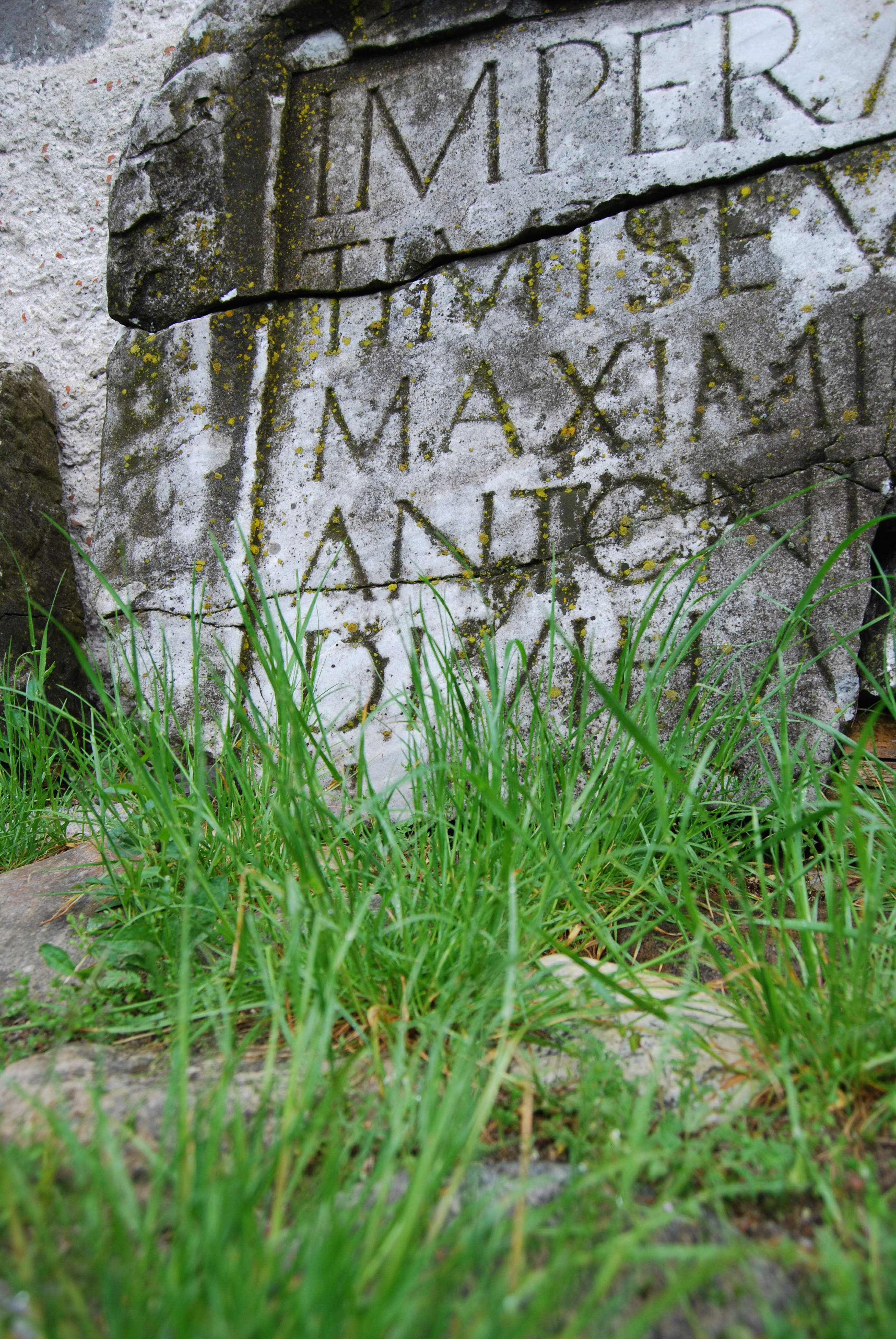
Une inscription romaine dans la cour de l’église

L'église Saint-Nicolas (roumain : Biserica Sfântul Nicolae) du village transylvain de Densuș, Județ de Hunedoara en Roumanie est une des plus anciennes églises roumaines en pierre encore debout. Elle est également le monument le plus connu de la région du Haţeg.
Cet édifice fut bâti vers la fin du XIIIe siècle. La tradition locale prétend qu'il a été installé sur l'emplacement d'un temple romain datant du IIe siècle, mais il s'agit d'une interprétation moderne qui trouve ses origines dans les théories du baron Hohenhausen (1767). Ce qui a étonné plus d'un chercheur est son aspect composite, car l'église a dans sa composition nombre de spolia romaines dont certaines peuvent être identifiées comme provenant des ruines de la ville romaine de Ulpia Traiana Sarmizegetusa, l'ancienne capitale de la Dacie romaine. L'église de Densuş se compose d'un compartiment principal qui correspond au naos des églises byzantines. Les quatre colonnes du naos sont confectionnées à partir de huit autels votifs romains. Le faux clocher de pierre que l'on voit de l'extérieur est en réalité une petite tour qui s'appuie sur les arcs des voûtes. L'église est continuée par une petite abside de l'autel. L'extérieur conserve encore les traces d'un diaconicon. 
À l'intérieur de l'église, on trouve des peintures murales du XVe siècle. Une partie des fresques, celles de l'autel et de la partie nord du naos, ont été faites par un maître peintre Etienne, très doué, dont la signature (pisal Stefan) se retrouve dans la proximité d'une représentation de diacre. Il est possible que ce peintre soit d'ailleurs un diacre lui-même. Le deuxième peintre est anonyme et a travaillé sur les colonnes du naos. Sa manière, plus rudimentaire, fait penser à une origine locale, voire rurale. 
L'église est dédiée à saint Nicolas, un saint chrétien très populaire, dont le culte est répandu en Roumanie et dans d'autres pays orthodoxes. 
L'utilisation de spolia romaines dans la construction de l'église témoigne non seulement de l'histoire antique de la région, mais aussi de la manière dont les bâtisseurs médiévaux intégraient et réutilisaient des matériaux préexistants. 
L'église est un lieu de pèlerinage pour les fidèles orthodoxes et un site touristique pour les visiteurs intéressés par l'histoire, l'architecture et la culture roumaines. 
Les fresques de l'église représentent non seulement des scènes religieuses et des portraits de saints, mais aussi des portraits de donateurs et de personnages historiques. 
Les peintures murales sont également intéressantes pour les chercheurs en histoire de l'art, car elles montrent l'évolution des styles artistiques et des influences culturelles dans la région au cours des siècles. 